# Timothy Creamer
Timothy John Creamer (* 15. listopadu 1959 v Fort Huachuca, ve státě Arizona, USA) byl původně letec Armády USA, od června 1998 je americkým astronautem, členem oddílu astronautů NASA. Jako člen Expedice 22 a 23 na Mezinárodní vesmírné stanici (ISS) odstartoval 20. prosince 2009 do kosmu na palubě Sojuzu TMA-17.

## Život

### Voják
Timothy Creamer se narodil ve Fort Huachuca v Arizoně. Dětství prožil ve městě Upper Marlboro v Marylandu, roku 1978 ukončil střední školu v blízkém Forestville. Roku 1982 získal bakalářský titul z chemie na Loyola College v Baltimore. Poté sloužil v armádě. Roku 1992 získal magisterský titul z fyziky na Massachusettském technologickém institutu. Sloužil v Kosmickém velitelství armády USA (Army Space Command) v Houstonu. Od roku 1995 byl přeložen do Johnsonova vesmírného střediska stále v Houstonu, zde byl vedoucím skupiny testující vybavení Shuttlů před startem.

### Astronaut
Neúspěšně se přihlásil do 15. a 16. náboru astronautů NASA v letech 1995 a 1996. Úspěch slavil až napotřetí, v 17. náboru probíhajícím v letech 1997 – 1998. Astronautem se stal 4. června 1998. Absolvoval všeobecnou kosmickou přípravu a získal kvalifikaci letový specialista.
Po skončení základního výcviku nadále pracoval v houstonském středisku NASA. Do posádky byl poprvé zařazen v únoru 2007, kdy se stal náhradníkem Timothyho Kopry, který měl odstartovat na ISS v lednu 2009 při letu STS-127. Let STS-127 byl nakonec odložen na červenec 2009.
V září 2008 bylo oficiálně potvrzeno jmenování Creamera do Expedice 22 se startem na lodi Sojuz TMA-17. Ke stanici odstartoval s kolegy Olegem Kotovem a Sóiči Nogučim 20. prosince 2009.
Je rozvedený s Margaret E. Hammerovou, se kterou má dva syny.